# Jacques Ehrlich
Jacques Louis Ehrlich (ur. 5 października 1893 w Paryżu, zm. 10 sierpnia 1953) – francuski as myśliwski z czasów I wojny światowej. Osiągnął 19 zwycięstw powietrznych (z czego 18 to balony). Należał do grona asów posiadających tytuł honorowy Balloon Buster.

## Służba w czasie I wojny światowej
Powołany do wojska w 1913 roku – na początku służył w piechocie. Przeniesiony do lotnictwa po paru miesiącach, dyplom pilota myśliwskiego uzyskał w maju 1917 po szkoleniu w Pau. Otrzymał przydział do eskadry myśliwskiej operującej w rejonie działań III Armii francuskiej – SPA 154, która była jednostką specjalizującą się w niszczeniu balonów i atakach na cele naziemne. W czasie jednego z ataków na okopy niemieckie samolot Ehrlicha został ciężko uszkodzony, a on sam dwukrotnie ranny, jednak udało mu się wylądować szczęśliwie na lotnisku.
Pierwsze zwycięstwo odniósł 30 czerwca 1918 niszcząc balon w okolicy Beuvardes – w zestrzeleniu mieli również udział Michel Coiffard i podoficer artylerii Barbreau. 17 lipca konto Ehrlicha wzrosło do 8 zwycięstw, jednak już w połowie sierpnia dowódca wysłał go na miesięczny urlop z powodu wyczerpania psychicznego. Po powrocie do latania bojowego, 15 września, francuski as zniszczył trzy Dracheny niemieckie w ciągu trzech minut.
18 września Ehrlich, wraz z kolegami Petitem i Peillardem, zaatakowali balon nad Brimont. Zapalili go dopiero za trzecim podejściem, jednak w czasie powrotu do bazy, francuskie Spady zostały zaatakowane przez 11 Fokkerów D.VII z Jagdstaffel 66, a Petit i Ehrlich zestrzeleni i wzięci do niewoli.
Jacques Ehrlich trzy dni przed swoim zestrzeleniem był nominowany do Legii Honorowej.

## Odznaczenia
- Médaille Militaire
- Croix de Guerre (1914–1918)